# Сонья (комуна)
 Сонья — одна з комун найбільшої провінції Бурунді, Бурурі.. Центр — однойменне містечко Сонья. Тут знаходиться 17 «колін, пагорбів» (colline).